# Liste der Kulturdenkmale in Pechau
In der Liste der Kulturdenkmale in Pechau sind alle Kulturdenkmale des zur Stadt Magdeburg gehörenden Stadtteils Pechau aufgelistet. Grundlage ist das Denkmalverzeichnis des Landes Sachsen-Anhalt, das auf Basis des Denkmalschutzgesetzes vom 21. Oktober 1991 erstellt und seither laufend ergänzt wurde (Stand: 25. Februar 2015). 

## Kulturdenkmale
| Lage                     | Bezeichnung                         | Beschreibung | Erfassungs- nummer | Ausweisungsart | Bild                                |
| ------------------------ | ----------------------------------- | --- | ------------------ | -------------- | ----------------------------------- |
| Am See 1 (Karte)         | Schule                              | Die ehemalige Schule wurde Ende des 18. Jahrhunderts erbaut. Es ist ein eingeschossiger Bau mit einem Krüppelwalmdach. | 094 18255          | Baudenkmal     | Schule                              |
| Am See 46 (Karte)        | Wohnhaus                            | Das Kossatenhaus wurde im späten 18. oder frühen 19. Jahrhundert erbaut. Es ist ein eingeschossiger Ziegelbau mit einem Krüppelwalmdach, das Dachgeschoss ist aus Fachwerk errichtet worden. Da das Haus auf einer Warft liegt, ist es gut sichtbar und ortsbildprägend. | 094 18257          | Baudenkmal     | Wohnhaus                            |
| Breite Straße 15 (Karte) | Wirtschaftsgebäude Breite Straße 15 | aus Bruchsteinen errichtetes Wirtschaftsgebäude und Tordurchfahrt aus der Mitte des 19. Jahrhunderts | 094 18253          | Baudenkmal     | Wirtschaftsgebäude Breite Straße 15 |
| Breite Straße 16 (Karte) | Toranlage                           | Die Toranlage mit einem Giebelfragment wurde in der Mitte des 19. Jahrhunderts erbaut. | 094 71106          | Baudenkmal     | Toranlage                           |
| Breite Straße 18 (Karte) | Bauernhof                           | | 094 71107          | Baudenkmal     | Bauernhof                           |
| Breite Straße 24 (Karte) | Wohnhaus                            | | 094 71105          | Baudenkmal     | Wohnhaus                            |
| Breite Straße (Karte)    | Sankt-Thomas-Kirche                 | Die evangelische Kirche liegt ostelbisch im Südosten Magdeburgs zwischen Alter Elbe und Umflutkanal. | 094 18256          | Baudenkmal     | Sankt-Thomas-Kirche                 |
| Breite Straße (Karte)    | Kriegerdenkmal                      | Das Kriegerdenkmal erinnert an die Gefallenen der beiden Weltkriege. | 094 18254          | Baudenkmal     | Kriegerdenkmal                      |
| Hauptstraße 4 (Karte)    | Toranlage                           | | 094 71374          | Baudenkmal     | Toranlage                           |
| Hauptstraße 5 (Karte)    | Toranlage                           | | 094 18265          | Baudenkmal     | Toranlage                           |
| Hauptstraße 6 (Karte)    | Toranlage                           | | 094 71375          | Baudenkmal     | Toranlage                           |
| Klusdamm (Karte)         | Klusdamm                            | Teil der Heerstraße Magdeburg-Brandenburg mit mittelalterlicher Brücke | 094 06242          | Baudenkmal     | Klusdamm                            |
| Zur Mühle 6a (Karte)     | Bockwindmühle Pechau                | | 094 71417          | Baudenkmal     | Bockwindmühle Pechau                |

## Legende
In den Spalten befinden sich folgende Informationen:
- Lage: Nennt den Straßennamen und wenn vorhanden die Hausnummer des Kulturdenkmals. Die Grundsortierung der Liste erfolgt nach dieser Adresse. Der Link „Karte“ führt zu verschiedenen Kartendarstellungen und nennt die geographischen Koordinaten.
Link zu einem Kartenansichtstool, um Koordinaten zu setzen. In der Kartenansicht sind Baudenkmale ohne Koordinaten mit einem roten bzw. orangen Marker dargestellt und können in der Karte gesetzt werden. Baudenkmale ohne Bild sind mit einem blauen bzw. roten Marker gekennzeichnet, Baudenkmale mit Bild mit einem grünen bzw. orangen Marker.
- Offizielle Bezeichnung: Nennt den Namen, die Bezeichnung oder zumindest die Art des Kulturdenkmals und verlinkt, soweit vorhanden, auf den Artikel zum Objekt.
- Beschreibung: Nennt bauliche und geschichtliche Einzelheiten des Kulturdenkmals, vorzugsweise die Denkmaleigenschaften.
- Erfassungsnummer: Für jedes Kulturdenkmal wird in Sachsen-Anhalt eine 20stellige Erfassungsnummer vergeben. Die letzten zwölf Ziffern werden für die Untergliederung nach Teilobjekten genutzt und werden nur angegeben, soweit vergeben. In dieser Spalte kann sich folgendes Icon  befinden, dies führt zu Angaben zu diesem Baudenkmal bei Wikidata.
- Ausweisungsart: Die Einordnung des Denkmales nach § 2 Abs. 2 DenkmSchG LSA
- Bild: Ein Bild des Denkmales, und gegebenenfalls einen Link zu weiteren Fotos des Kulturdenkmals im Medienarchiv Wikimedia Commons. Wenn man auf das Kamerasymbol klickt, können Fotos zu Kulturdenkmalen aus dieser Liste hochgeladen werden: